# Vippskräppa
Vippskräppa (Rumex confertus) är en slideväxtart som beskrevs av Carl Ludwig von Willdenow. Vippskräppa ingår i släktet skräppor, och familjen slideväxter. Arten är reproducerande i Sverige. Inga underarter finns listade i Catalogue of Life.